# Сципио дель Кампо, Юзеф
Юзеф Сципио дель Кампо (пол. Józef Scipio del Campo , ум. до 9 июня 1743) — государственный деятель Великого княжества Литовского, староста лидский (1720—1743), маршалок надворный литовский (1739—1743). Сын каштеляна смоленского и старосты лидского Яна Сципио дель Кампо (ум. 1738) и Терезы Юзефович-Глебицкой.

## Биография
В 1717 году Юзеф Сципио дель Кампо был избран депутатом Литовского Трибунала. В 1720 году получил во владение от своего отца Яна Сципио дель Кампо староство лидское.
В 1718 году с разрешения короля польского Августа Сильного каштелян смоленский Ян Сципио дель Кампо передал во владение своему сыну Юзефу село Горны, В 1735 году — Кульбаки, в 1736 году — Борци и Пуршны в Лидском повете.
Юзеф Сципио дель Кампо неоднократно избирался послом на сеймы Речи Посполитой от Лидского повета, Смоленского воеводства и Инфлянт. На сеймах в 1729, 1730 и 1733 годах он трижды пытался должности маршалка сейма, но из-за своего плебейского происхождения не смог это сделать.
Несколько раз Юзеф Сципио дель Кампо выполнял внешнеполитические миссии. В 1724 году он вёл переговоры с папским нунцием, в 1727 году участвовал в комиссии под делам Курляндии. Попытался получить должность каштеляна трокского, но не смог этого сделать из-за противодействия подканцлера литовского Михаила Чарторыйского. Зато в 1739 году был назначен маршалком надворным литовским.
Юзеф Сципио дель Кампо способствовал расширению собственных владений и повышению статуса своего рода. В 1728 году первым браком он женился на Веронике Фирлей, дочери каштеляна каменского Анджея Фирлея. После смерти в 1730 году своего брата Якуба Фирлея Вероника стала единственной наследницей всех имений Фирлеев, которые перешли под контроль Сципио дель Кампо. От своего отца Юзеф унаследовал имения в Лидском и Волковысском поветах.
Дети Юзефа Сципион дель Кампо от первого брака: Станислав, Игнацы, Анна, Магдалена и Тереза
В 1739 году после смерти своего жены Вероники Юзеф Сципио дель Кампо унаследовал все владения Фирлеев в Люблинском и Русском воеводствах.
В 1740 году вторично женился на Терезе Барбаре Радзивилл, дочери воеводы новогрудского Николая Фаустина Радзивилла и Барбары Завиши. Дети от второго брака: Ксаверий Николай.
В 1742 году польский король Август II Сильный в Дрездене пожаловал Юзефу Сципио дель Кампо Орден Белого Орла, высшую награду Речи Посполитой.